# Elymus schrenkianus
Elymus schrenkianus là một loài thực vật có hoa trong họ Hòa thảo. Loài này được (Fisch. & C.A.Mey.) Tzvelev mô tả khoa học đầu tiên năm 1960.